# Aittojärvi (sjö i Kiuruvesi, Norra Savolax)
Aittojärvi är en sjö i kommunerna Kiuruvesi och Pielavesi i landskapet Norra Savolax i Finland. Sjön ligger 103,8 meter över havet. Den är 9,8 meter djup. Arean är 1,27 kvadratkilometer och strandlinjen är 13,85 kilometer lång. Sjön  ingår i Vuoksens huvudavrinningsområde.   Den ligger omkring 82 kilometer nordväst om Kuopio och omkring 370 kilometer norr om Helsingfors. 
I sjön finns öarna Heikinsaari, Tiirinsaari och Vossinsaari. 